# Sigala
Sigala, artiestennaam van Bruce Fielder (Norwich, 1 november 1992), is een Britse dj.

## Biografie
Sigala brak in 2015 internationaal door met de single Easy love. Dit nummer bevat samples van het nummer ABC van The Jackson 5. De single behaalde een hitnotering in minstens tien landen. In het Verenigd Koninkrijk bereikte het nummer de eerste plaats. Ook in Nederland en Vlaanderen werd Easy love een grote hit.
Hierna scoorde Sigala nog verschillende andere hits, waaronder Sweet lovin' (2016), Give me your love (2016) en Lullaby (2018). Hij werkte samen met artiesten als John Newman, Nile Rodgers, Craig David, Paloma Faith, Sean Paul en The Vamps. In het najaar van 2018 verscheen zijn debuutalbum, Brighter days.

## Discografie

### Albums
- Brighter days (2018)

### Singles
- Easy love (2015)
- Sweet lovin' (2015)
- Say you do (met Imani Williams & DJ Fresh) (2016)
- Give me your love (met John Newman & Nile Rodgers) (2016)
- Don't need no money (met Imani Williams & Blonde) (2016)
- Ain't giving up (met Craig David) (2016)
- Only one (met Digital Farm Animals) (2016)
- Show you love (met Kato & Hailee Steinfeld) (2017)
- Came here for love (met Ella Eyre) (2017)
- Lullaby (met Paloma Faith) (2018)
- Feels like home (met Sean Paul, Fuse ODG & Kent Jones) (2018)
- We don't care (met The Vamps) (2018)
- Just got paid (met Ella Eyre, Meghan Trainor & French Montana) (2018)
- Wish you well (met Becky Hill) (2019)

### Remixen en edits
- Sigala - Easy love (Re-Edit) (2015)
- Sigala - Sweet lovin' (Re-Edit) (2015)
- Sigala ft. Imani Williams & DJ Fresh - Say you do (Blinkie vs. Sigala Remix) (2016)
- Sigala ft. John Newman & Nile Rodgers - Give me your love (Re-Edit) (2016)
- Sigala - The ministry mix (2018)

## Hitlijsten

### Albums
| Album met hitnotering(en) in de Vlaamse Ultratop 200 albums | Datum van verschijnen | Datum van binnenkomst | Hoogste positie | Aantal weken | Opmerkingen |
| ----------------------------------------------------------- | --------------------- | --------------------- | --------------- | ------------ | ----------- |
| Brighter Days                                               | 2018                  | 06-10-2018            | 102             | 1            |             |

### Singles
| Single met eventuele hitnotering(en) in de Nederlandse Top 40 | Datum van verschijnen | Datum van binnenkomst | Hoogste positie | Aantal weken | Opmerkingen                                    |
| ------------------------------------------------------------- | --------------------- | --------------------- | --------------- | ------------ | ---------------------------------------------- |
| Easy Love                                                     | 2015                  | 19-09-2015            | 2               | 20           | Nr. 2 in de Single Top 100 / Alarmschijf       |
| Sweet Lovin'                                                  | 2015                  | 16-01-2016            | 23              | 9            | Nr. 44 in de Single Top 100                    |
| Say You Do                                                    | 2016                  | 20-02-2016            | tip8            | -            | met Imani Williams & DJ Fresh                  |
| Give Me Your Love                                             | 2016                  | 23-04-2016            | tip6            | -            | met John Newman & Nile Rodgers                 |
| Ain't Giving Up                                               | 2016                  | 15-10-2016            | tip14           | -            | met Craig David                                |
| Came Here for Love                                            | 2017                  | 19-08-2017            | 28              | 6            | met Ella Eyre / Nr. 58 in de Single Top 100    |
| Lullaby                                                       | 2018                  | 21-04-2018            | 33              | 7            | met Paloma Faith / Nr. 32 in de Single Top 100 |
| Wish You Well                                                 | 2019                  | 25-05-2019            | tip21           | -            | met Becky Hill                                 |
| Melody                                                        | 2022                  | 26-02-2022            | 10              | 10*          |                                                |
| All by Myself                                                 | 2022                  | 23-10-2022            | 19              | 13*          | met Alok & Ellie Goulding                      |

| Single met hitnotering(en) in de Vlaamse Ultratop 50 | Datum van verschijnen | Datum van binnenkomst | Hoogste positie | Aantal weken | Opmerkingen                                    |
| ---------------------------------------------------- | --------------------- | --------------------- | --------------- | ------------ | ---------------------------------------------- |
| Easy Love                                            | 2015                  | 19-09-2015            | 3               | 17           |                                                |
| Sweet Lovin'                                         | 2015                  | 19-12-2015            | 10              | 13           |                                                |
| Say You Do                                           | 2016                  | 23-04-2016            | 40              | 6            | met Imani Williams & DJ Fresh                  |
| Give Me Your Love                                    | 2016                  | 23-04-2016            | tip1            | -            | met John Newman & Nile Rodgers                 |
| Don't Need No Money                                  | 2016                  | 16-07-2016            | tip             | -            | met Imani Williams & Blonde                    |
| Ain't Giving Up                                      | 2016                  | 03-09-2016            | tip17           | -            | met Craig David                                |
| Only One                                             | 2016                  | 28-01-2017            | tip             | -            | met Digital Farm Animals                       |
| Show You Love                                        | 2017                  | 11-03-2017            | tip             | -            | met Kato & Hailee Steinfeld                    |
| Came Here for Love                                   | 2017                  | 24-06-2017            | tip1            | -            | met Ella Eyre                                  |
| Lullaby                                              | 2018                  | 03-03-2018            | tip27           | -            | met Paloma Faith                               |
| We Don't Care                                        | 2018                  | 01-09-2018            | tip             | -            | met The Vamps                                  |
| Just Got Paid                                        | 2018                  | 22-09-2018            | tip40           | -            | met Ella Eyre, Meghan Trainor & French Montana |
| Wish You Well                                        | 2019                  | 29-06-2019            | tip13           | -            | met Becky Hill                                 |
| We Got Love                                          | 2019                  | 16-11-2019            | tip             | -            | met Ella Henderson                             |
| Heaven on My Mind                                    | 2020                  | 11-07-2020            | tip             | -            | met Becky Hill                                 |
| Lasting Love                                         | 2020                  | 12-09-2020            | tip33           | -            | met James Arthur                               |